# 蛇谷北山
蛇谷北山（じゃたに きたやま）は兵庫県芦屋市奥山にある標高840mの山。

## 概要
蛇谷北山は六甲山最高峰の東800m、東お多福山の北860mに位置し、住吉川と芦屋川の源流域、大月断層のほぼ直上にある山である。

## 登山道
蛇谷北山は、東お多福山と六甲山地主稜線上の石宝殿の間にあり、東おたふく山登山口バス停からの標準的なコースタイムは土樋割峠経由で55分。また、六甲山最高峰への登山道である魚屋道から、本庄橋上流の渡河地点で住吉川上流方向へ分岐し10分程歩き土樋割峠に至り、そこから前出の石宝殿に続く道を登るコースもある。